# Nico Claesen
Nicolaas „Nico” Pieter Claesen (ur. 1 października 1962 w Maasmechelen) – piłkarz belgijski grający na pozycji napastnika.

## Kariera klubowa
Karierę piłkarską Claesen rozpoczął w zespole Patro Eisden. W 1978 roku przeszedł do RFC Seraing i w jego barwach zadebiutował w drugiej lidze belgijskiej. W 1982 roku awansował z tym zespołem do pierwszej ligi. W sezonie 1983/1984 zajął z Seraing 5. miejsce w lidze, a zdobywając w nim 22 gole został królem strzelców ligi Belgii.
Latem 1984 roku Claesen przeszedł do niemieckiego VfB Stuttgart. W Bundeslidze zadebiutował 25 sierpnia tamtego roku w przegranym 1:2 wyjazdowym meczu z Eintrachtem Frankfurt. 2 tygodnie później w meczu z Arminią Bielefeld (7:2) ustrzelił hat-tricka. W sezonie 1984/1985 strzelił dla VfB 10 goli w lidze. W klubie tym grał także na początku rundy jesiennej sezonu 1985/1986. Następnie odszedł do Standardu Liège, w którym grał przez rok.
W 1986 roku Claesen został piłkarzem Tottenhamu Hotspur, do którego trafił za 600 tysięcy funtów. W Division One swój debiut zanotował 11 października 1986 w zwycięskim 1:0 meczu z Liverpoolem. W ataku Tottenhamu występował przez dwa lata i partnerował w nim Clive’owi Allenowi. W 1987 roku wystąpił w przegranym 2:3 finale Pucharu Anglii z Coventry City.
W 1988 roku Claesen wrócił do Belgii i trafił do Royal Antwerp FC. W 1992 roku zdobył Puchar Belgii. Następnie po tym sukcesie odszedł do Germinalu Ekeren, ale po roku wrócił do Royalu. W 1994 roku został zawodnikiem KV Oostende, z którym spadł z pierwszej ligi w 1995 roku. W latach 1996–1998 był piłkarzem trzecioligowego Sint-Niklase SK. W latach 1998–2000 grał w czwartoligowym Beringen FC i będąc jego zawodnikiem zakończył karierę piłkarską.
| Sezon   | Klub              | Kraj   | Rozgrywki      | Mecze | Bramki |
| ------- | ----------------- | ------ | -------------- | ----- | ------ |
| 1978/79 | RFC Seraing       | Belgia | Division II    | ?     | ?      |
| 1979/80 | RFC Seraing       | Belgia | Division II    | ?     | ?      |
| 1980/81 | RFC Seraing       | Belgia | Division II    | ?     | ?      |
| 1981/82 | RFC Seraing       | Belgia | Division II    | 21    | 6      |
| 1982/83 | RFC Seraing       | Belgia | Division I     | 32    | 10     |
| 1983/84 | RFC Seraing       | Belgia | Division I     | 32    | 27     |
| 1984/85 | VfB Stuttgart     | RFN    | Bundesliga     | 22    | 10     |
| 1985/86 | VfB Stuttgart     | RFN    | Bundesliga     | 7     | 1      |
| 1985/86 | Standard Liège    | Belgia | Division I     | 24    | 5      |
| 1986/87 | Standard Liège    | Belgia | Division I     | 4     | 5      |
| 1986/87 | Tottenham Hotspur | Anglia | Division One   | 26    | 8      |
| 1987/88 | Tottenham Hotspur | Anglia | Division One   | 24    | 10     |
| 1988/89 | Royal Antwerp FC  | Belgia | Division I     | 29    | 7      |
| 1989/90 | Royal Antwerp FC  | Belgia | Division I     | 33    | 16     |
| 1990/91 | Royal Antwerp FC  | Belgia | Division I     | 26    | 10     |
| 1991/92 | Royal Antwerp FC  | Belgia | Division I     | 31    | 6      |
| 1992/93 | Germinal Ekeren   | Belgia | Division I     | 29    | 15     |
| 1993/94 | Royal Antwerp FC  | Belgia | Division I     | 31    | 2      |
| 1994/95 | KV Oostende       | Belgia | Jupiler League | 24    | 11     |
| 1995/96 | KV Oostende       | Belgia | Tweede Klasse  | 33    | 22     |
| 1996/97 | Sint-Niklase SK   | Belgia | III liga       | 28    | 16     |
| 1997/98 | Sint-Niklase SK   | Belgia | III liga       | 27    | 3      |
| 1998/99 | Beringen FC       | Belgia | IV liga        | ?     | ?      |
| 1999/00 | Beringen FC       | Belgia | IV liga        | ?     | ?      |

## Kariera reprezentacyjna
W reprezentacji Belgii Claesen zadebiutował 12 października 1983 roku w zremisowanym 1:1 spotkaniu eliminacji do Euro 84 ze Szkocją. W 1984 roku został powołany przez selekcjonera Guya Thysa do kadry na ten turniej. Wystąpił na nim trzykrotnie: z Jugosławią (2:0), z Francją (0:5) i z Danią (2:3).
W 1986 roku Claesen zajął 4. miejsce z reprezentacją na Mistrzostwach Świata w Meksyku. Był podstawowym zawodnikiem swojej drużyny. Zagrał siedmiokrotnie: z Meksykiem (1:2), z Irakiem (2:1 i gol), z Paragwajem (2:2), w 1/8 finału z ZSRR (4:3 i gol), w ćwierćfinale z Hiszpanią (1:1, k. 5:4), półfinale z Argentyną (0:2) i meczu o 3. miejsce z Francją (2:4 i gol).
Z kolei w 1990 roku Claesen wystąpił na Mistrzostwach Świata we Włoszech. Zagrał tam tylko w spotkaniu z Anglią (0:1). Od 1983 do 1990 roku rozegrał w kadrze narodowej 36 meczów i zdobył w nich 12 goli.